# Минаев, Александр Алексеевич (1958)
'

Алекса́ндр Алексе́евич Мина́ев (20 августа 1958, Игнашино, Сковородинский район, Амурская область — 12 марта 2010, Воронеж, Россия) — советский и российский футболист, защитник, полузащитник, нападающий.

## Биография
Карьеру на высшем уровне начал в 1979 году в клубе «Крылья Советов» Куйбышев (ныне — Самара).
В 1980—1981 играл в московском «Торпедо».
Следующие 10 сезонов провёл в воронежском «Факеле» (в 1990 году первый круг провёл в «Котайке» Абовян.
В 1-м круге сезона 1991 выступал в Югославии за клуб низшего дивизиона.
В высшей лиге чемпионата России играл в камышинском «Текстильщике» (1992—1995). Закончил карьеру в 1996 году в клубе второй лиги «Металлург» Липецк.
В высшей лиге чемпионатов СССР и России провёл 176 матчей, забил 5 голов.
В составе «Факела» победитель первой лиги СССР (1984), победитель 1-й зоны второй лиги и финала В второй лиги СССР (1988). В составе липецкого «Металлурга» победитель зоны «Запад» второй лиги (1996).
В 2000 году был главным тренером «Локомотива» Лиски, в 2004—2005 — тренер «Факела».
Скончался после тяжёлой болезни.